# Velarifictorus whelleni
Velarifictorus whelleni är en insektsart som först beskrevs av Lucien Chopard 1954.  Velarifictorus whelleni ingår i släktet Velarifictorus och familjen syrsor. Inga underarter finns listade i Catalogue of Life.